# Politique sous la Rome antique

## Périodes
- monarchie romaine
- République romaine
- Empire romain
- Principat
- Dominat
- Empire d'Occident
- Empire byzantin

## Organisation politique

### Lois
- Droit romain
  - Loi des Douze Tables

### Institutions
- Institutions de la République romaine

### Assemblées
- Sénat romain
  - Curie
- Assemblées romaines
- Concile plébéien

### Magistratures
- Cursus honorum
- Imperium

### Citoyenneté
- Citoyenneté romaine
- Clientélisme (Rome)
- Colonie romaine